# Neil Danns
Neil Danns (Liverpool, Inglaterra, 23 de noviembre de 1982) es un exfutbolista y entrenador de fútbol guayanés nacido en Inglaterra que jugaba en la posición de centrocampista.

## Carrera

### Club
| Club                       | Temporada        | Liga                                        | Liga        | Liga  | Copa Nacional | Copa Nacional | Copa de Liga | Copa de Liga | Otros       | Otros | Total       | Total |
| Club                       | Temporada        | División                                    | Apariciones | Goles | Apariciones   | Goles         | Apariciones  | Goles        | Apariciones | Goles | Apariciones | Goles |
| -------------------------- | ---------------- | ------------------------------------------- | ----------- | ----- | ------------- | ------------- | ------------ | ------------ | ----------- | ----- | ----------- | ----- |
| Blackburn Rovers           | 2002–03          | Premier League                              | 2           | 0     | 1             | 0             | 2            | 0            | 1           | 0     | 6           | 0     |
| Blackburn Rovers           | 2003–04          | Premier League                              | 1           | 0     | 0             | 0             | —            | —            | —           | —     | 1           | 0     |
| Blackburn Rovers           | 2004–05          | Premier League                              | 0           | 0     | —             | —             | —            | —            | —           | —     | 0           | 0     |
| Blackburn Rovers           | Total            | Total                                       | 3           | 0     | 1             | 0             | 2            | 0            | 1           | 0     | 7           | 0     |
| Blackpool (cedido)         | 2003–04          | Second Division                             | 12          | 2     | —             | —             | 2            | 0            | 1           | 0     | 15          | 2     |
| Hartlepool United (cedido) | 2003–04          | Second Division                             | 9           | 1     | —             | —             | —            | —            | 2           | 0     | 11          | 1     |
| Colchester United          | 2004–05          | League One                                  | 32          | 11    | 1             | 0             | 2            | 1            | 1           | 0     | 36          | 12    |
| Colchester United          | 2005–06          | League One                                  | 41          | 8     | 5             | 5             | 1            | 0            | 4           | 3     | 51          | 16    |
| Colchester United          | Total            | Total                                       | 73          | 19    | 6             | 5             | 3            | 1            | 5           | 3     | 87          | 28    |
| Birmingham City            | 2006–07          | Championship                                | 29          | 3     | 3             | 0             | 3            | 0            | —           | —     | 35          | 3     |
| Birmingham City            | 2007–08          | Premier League                              | 2           | 0     | 0             | 0             | 2            | 0            | —           | —     | 4           | 0     |
| Birmingham City            | Total            | Total                                       | 31          | 3     | 3             | 0             | 5            | 0            | —           | —     | 39          | 3     |
| Crystal Palace             | 2007–08          | Championship                                | 4           | 0     | —             | —             | —            | —            | 0           | 0     | 4           | 0     |
| Crystal Palace             | 2008–09          | Championship                                | 20          | 2     | 3             | 1             | 0            | 0            | —           | —     | 23          | 3     |
| Crystal Palace             | 2009–10          | Championship                                | 42          | 8     | 5             | 1             | 2            | 0            | —           | —     | 49          | 9     |
| Crystal Palace             | 2010–11          | Championship                                | 37          | 8     | 1             | 1             | 0            | 0            | —           | —     | 38          | 9     |
| Crystal Palace             | Total            | Total                                       | 103         | 18    | 9             | 3             | 2            | 0            | 0           | 0     | 114         | 21    |
| Leicester City             | 2011–12          | Championship                                | 29          | 5     | 5             | 0             | 3            | 1            | —           | —     | 37          | 6     |
| Leicester City             | 2012–13          | Championship                                | 1           | 0     | 0             | 0             | 2            | 0            | —           | —     | 3           | 0     |
| Leicester City             | 2013–14          | Championship                                | 0           | 0     | —             | —             | 2            | 0            | —           | —     | 2           | 0     |
| Leicester City             | Total            | Total                                       | 30          | 5     | 5             | 0             | 7            | 1            | —           | —     | 42          | 6     |
| Bristol City (loan)        | 2012–13          | Championship                                | 9           | 2     | 0             | 0             | —            | —            | —           | —     | 9           | 2     |
| Huddersfield Town (cedido) | 2012–13          | Championship                                | 17          | 2     | 1             | 0             | —            | —            | —           | —     | 18          | 2     |
| Bolton Wanderers (cedido)  | 2013–14          | Championship                                | 33          | 6     | 2             | 0             | —            | —            | —           | —     | 35          | 6     |
| Bolton Wanderers           | 2014–15          | Championship                                | 41          | 1     | 3             | 0             | 3            | 2            | —           | —     | 47          | 3     |
| Bolton Wanderers           | 2015–16          | Championship                                | 32          | 2     | 1             | 0             | 1            | 0            | —           | —     | 34          | 2     |
| Bolton Wanderers           | Total            | Total                                       | 106         | 9     | 6             | 0             | 4            | 2            | —           | —     | 116         | 11    |
| Bury                       | 2016–17          | League One                                  | 18          | 2     | 2             | 0             | 0            | 0            | 1           | 0     | 21          | 2     |
| Bury                       | 2017–18          | League One                                  | 25          | 5     | 1             | 0             | 0            | 0            | 2           | 0     | 28          | 5     |
| Bury                       | 2018–19          | League Two                                  | 34          | 2     | 2             | 0             | 0            | 0            | 3           | 0     | 39          | 2     |
| Bury                       | Total            | Total                                       | 77          | 9     | 5             | 0             | 0            | 0            | 6           | 0     | 88          | 9     |
| Blackpool (cedido)         | 2016–17          | League Two                                  | 13          | 2     | —             | —             | —            | —            | 3           | 0     | 16          | 2     |
| Tranmere Rovers            | 2019–20          | League One                                  | 18          | 0     | 5             | 0             | —            | —            | 1           | 0     | 24          | 0     |
| Radcliffe                  | 2020–21          | Northern Premier League Premier Division    | 2           | 0     | 0             | 0             | —            | —            | 1           | 0     | 3           | 0     |
| FC Halifax Town            | 2020–21          | National League                             | 5           | 0     | —             | —             | —            | —            | 0           | 0     | 5           | 0     |
| Connah's Quay Nomads       | 2020-21          | Cymru Premier                               | 16          | 1     | —             | —             | —            | —            | —           | —     | 16          | 1     |
| Macclesfield               | 2021–22          | North West Counties League Premier Division | 31          | 21    | —             | —             | —            | —            | 2           | 1     | 33          | 22    |
| Macclesfield               | 2022–23          | Northern Premier League Division One West   | 27          | 5     | 3             | 0             | —            | —            | 3           | 1     | 33          | 6     |
| Macclesfield               | Total            | Total                                       | 58          | 26    | 3             | 0             | —            | —            | 5           | 2     | 66          | 28    |
| Total de carrera           | Total de carrera | Total de carrera                            | 582         | 99    | 44            | 8             | 25           | 4            | 25          | 5     | 676         | 116   |

### Selección nacional
Luego de obtener la nacionalidad de Guyana, jugó para Guyana en 25 ocasiones de 2015 a 2023 y anotó 11 goles, tres de ellos en la Copa de Oro de la Concacaf 2019.
| N.º | Fecha                   | Sede                                                      | Rival                        | Marcados | Resultado | Torneo                                                        |
| --- | ----------------------- | --------------------------------------------------------- | ---------------------------- | -------- | --------- | ------------------------------------------------------------- |
| 1   | 14-6-2015               | Providence Stadium, Providence, Guyana                    | San Vicente y las Granadinas | 2–2      | 4–4       | Clasificación para la Copa Mundial de Fútbol de 2018          |
| 2   | 14-6-2015               | Providence Stadium, Providence, Guyana                    | San Vicente y las Granadinas | 4–4      | 4–4       | Clasificación para la Copa Mundial de Fútbol de 2018          |
| 3   | 22 de marzo de 2016     | Providence Stadium, Providence, Guyana                    | Anguila                      | 4–0      | 7–0       | Clasificación para la Copa del Caribe de 2017                 |
| 4   | 6 de septiembre de 2018 | Synthetic Track and Field Facility, Leonora, Guyana       | Barbados                     | 2–2      | 2–2       | Clasificación para la Liga de Naciones de la Concacaf 2019-20 |
| 5   | 20 de noviembre de 2018 | Stade Municipal Dr. Edmard Lama, Cayena, Guayana Francesa | Guayana Francesa             | 1–2      | 1–2       | Clasificación para la Liga de Naciones de la Concacaf 2019-20 |
| 6   | 23-3-2019               | Synthetic Track and Field Facility, Leonora, Guyana       | Belice                       | 1–0      | 2–1       | Clasificación para la Liga de Naciones de la Concacaf 2019-20 |
| 7   | 22 de junio de 2019     | FirstEnergy Stadium, Cleveland, Estados Unidos            | Panamá                       | 1–1      | 2–4       | Copa de Oro de la Concacaf 2019                               |
| 8   | 22 de junio de 2019     | FirstEnergy Stadium, Cleveland, Estados Unidos            | Panamá                       | 2–4      | 2–4       | Copa de Oro de la Concacaf 2019                               |
| 9   | 26 de junio de 2019     | Children's Mercy Park, Kansas City, Estados Unidos        | Trinidad y Tobago            | 1–0      | 1–1       | Copa de Oro de la Concacaf 2019                               |

### Entrenador
| Periodo | Club                              |
| ------- | --------------------------------- |
| 2022-23 | Macclesfield (jugador-entrenador) |

## Logros

### Jugador
- Cymru Premier: 2020–21[7]
- North West Counties Football League Premier Division: 2021–22[8]
- Northern Premier League Division One West: 2022–23[8]

### Individual
- PFA Team of the Year: 2005-06[9]

### Entrenador
- Northern Premier League Division One West: 2022–23[8]